# 岡山東農業協同組合
岡山東農業協同組合（おかやまひがしのうぎょうきょうどうくみあい、通称JA岡山東）は、岡山県岡山市東区瀬戸町に本店を置いていた農業協同組合である。
ATMでは、JAバンクのカードは稼働時間内の終日において、また三菱UFJ銀行のカードは平日のみにおいて、それぞれ自行扱いとなる。

## 業務地域
- 岡山市東区瀬戸町全域
- 和気町全域（旧和気農業協同組合管轄）
- 備前市全域
- 赤磐市全域（旧あかいわ農業協同組合管轄）

## 沿革
- 2007年（平成19年）4月2日 - あかいわ農業協同組合と和気農業協同組合が合併し岡山東農業協同組合が誕生。
- 2020年（令和2年）4月1日 - 県内8農協による晴れの国岡山農業協同組合への合併に参加し、消滅[1]。

## 脚註
1. ↑  「ＪＡ晴れの国岡山」発足　県内８ＪＡ合併、組合員数全国１位山陽新聞 2020年04月01日